# Xylocopinae
Le Xilocopine (Xylocopinae Latreille, 1802) sono una sottofamiglia di insetti imenotteri della famiglia Apidae.

## Tassonomia
La sottofamiglia comprende 15 generi in quattro tribù :
- Tribù Allodapini Cockerell, 1902
  - Allodape Lepeletier & Serville
  - Allodapula Cockerell
  - Braunsapis Michener
  - Compsomelissa Alfken
  - Effractapis Michener
  - Eucondylops Brauns
  - Exoneura Smith
  - Exoneurella Michener
  - Exoneuridia Cockerell
  - Macrogalea Cockerell
  - Nasutapis Michener
- Tribù Ceratinini Latreille, 1802
  - Ceratina Latreille (208 spp.)
  - Megaceratina Hirashima (1 sp.)
- Tribù Manueliini Sakagami and Michener, 1987
  - Manuelia Vachal (3 spp.)
- Tribù Xylocopini Latreille, 1802
  - Xylocopa Latreille, 1802 (471 spp.)

La specie più diffusa in Italia è la Xylocopa violacea (Linnaeus).

## Descrizione
Sono dei grossi imenotteri dal corpo nero. Volano pesantemente emettendo un forte e caratteristico ronzio.